# Eumea gouraldi
Eumea gouraldi là một loài ruồi trong họ Tachinidae.